# تمباكولوق (تشهاردانغة)
تمباكولوق (بالفارسية: تنباکولوق) هي قرية تقع في إيران في قسم تشهاردانغة الریفي. يقدر عدد سكانها بـ 180 نسمة.